# ماونت هیگن
مونت هاگن مرکز استان ارتفاعات غربی، واقع در کشور پاپوآ گینه نو است.